# Barix
Barix (en rus Барыш) és una ciutat de l'óblast d'Uliànovsk, a Rússia. Es troba a la vora del riu Barix, a 111 km al sud-oest d'Uliànovsk. La primera menció d'un assentament a l'emplaçament de l'actual ciutat pertany a un document de la segona meitat del segle xvii. El creixement econòmic va començar amb l'establiment d'un molí per elaborar teixits al poble de Gurievka el 1826. El 1848 va obrir una fàbrica de paper, que va donar vida al poble de Kuroiedovo, que més tard va passar a dir-se Troitsko-Kuroiedovo. Cap a les acaballes del segle xix van obrir unes altres tres fàbriques, així que l'àrea va esdevenir un petit centre industrial en un medi predominantment encara agrícola. El 7 de setembre de 1928 Troitsko-Kuroiedovo va convertir-se en un assentament de tipus urbà ja anomenat Barix. També Gurievka va rebre aquell estatus aquell any. Durant la Segona Guerra Mundial, les fàbriques tèxtils de Vítebsk i de Gómel van traslladar-se a Barix. La ciutat actual va néixer pròpiament el 22 de desembre de 1954 amb la unió dels dos assentaments de Barix i de Gurievka.
| 1959   | 1970   | 1979   | 1989   | 1996   | 2002   | 2009   | 2012   |
| ------ | ------ | ------ | ------ | ------ | ------ | ------ | ------ |
| 17 900 | 20 800 | 20 300 | 20 213 | 21 900 | 18 902 | 17 448 | 16 931 |